# Messor denticulatus
Messor denticulatus es una especie de hormiga del género Messor, subfamilia Myrmicinae. 

## Distribución
Esta especie se la región paleártica .